# Ново Село (Призрен)
Ново Село (алб. Novosellë) је насељено место у општини Призрен, на Косову и Метохији. Према попису становништва из 2011. у насељу је живело 309 становника.

## Становништво
Према попису из 2011. године, Ново Село има следећи етнички састав становништва:
| Националност        | 2011.        |
| Бошњаци             | 243 (78,64%) |
| Албанци             | 17 (5,50%)   |
| други и неизјашњени | 49 (15,86%)  |
| Укупно              | 309          |

| Демографија | Демографија | Демографија |
| Година      | Становника  | Становника  |
| ----------- | ----------- | ----------- |
| 1948.       | 315         |             |
| 1953.       | 316         |             |
| 1961.       | 395         |             |
| 1971.       | 422         |             |
| 1981.       | 386         |             |
| 1991.       | 394         |             |
| 2011.       | 309         |             |